# Ventaja competitiva
La ventaja competitiva  es la capacidad de una empresa de sobreponerse a otra u otras de la misma industria o sector mediante técnicas no necesariamente definidas. Cada empresa puede innovar a su manera. Sin embargo, estas ventajas competitivas no siempre se pueden mantener por mucho tiempo debido a que los mercados cambian constantemente y las empresas tienen que estar alerta a estos cambios para no "pasar de moda" con las ventajas competitivas que desarrollen.
A través de las ventajas competitivas, es posible que una empresa adquiera una posición favorable en relación con la competencia dentro del mercado. Para esto, existen ciertas estrategias que fomentan el buen posicionamiento de la empresa las cuales deben estar perfectamente implementadas. Al hablar de ventaja competitiva, se hace referencia a dos conceptos fundamentales: liderazgo en costo y diferenciación; sin embargo la competencia engloba cinco fuerzas a partir de las cuales es posible medir el grado que implican
Se denomina ventaja competitiva a una ventaja o característica que una compañía tiene respecto a otras compañías competidoras, lo que la hace diferente y permite atraer más consumidores para mejorar la empresa.

## Requisitos
Para ser realmente efectiva, una ventaja competitiva debe ser:
1. Única-Legal
2. Posible de mantener.
3. Netamente superior a la competencia.

- Orientación al cliente.
- Cualidad superior del producto.
- Contratos de distribución de largo período.
- Valor de marca acumulado y buena reputación de la compañía.
- Ser el productor de bienes y servicios de menor costo, ofrecer un producto diferenciado o aplicar cualquiera de las dos estrategias anteriores en un segmento de mercado específico.
- Posesión de patentes y copyright.
- monopolio protegido por el gobierno.
- Equipo profesional altamente calificado.

## Ventajas competitivas
La lista de ventajas competitivas potenciales es muy extensa. Sin embargo, hay quien opina que en un -mercado tan cambiante- no existen realmente ventajas competitivas que se puedan mantener durante mucho tiempo. Se dice que la única ventaja competitiva de largo recorrido es que una empresa pueda estar alerta y sea tan ágil como para poder encontrar siempre una ventaja sin importar lo que pueda ocurrir. La ventaja competitiva es uno de los indicadores de gestión de negocios y se encuentra relacionada con el modelo de negocio, sus estrategias basadas en las herramientas o lienzos de generación de estrategias y con la curva de valor correspondiente a temas de alcance y barreras a la competencia.

## La competitividad
La competitividad de una empresa está determinada por las actividades que la misma desempeña día a día desde la más específica hasta la más general. La cadena de valor separa a cada una de las actividades de la empresa con el fin de entender a mayor profundidad los costos y las fuentes de diferenciación de cada una de ellas y lograr una mejor calidad. Las empresas se diferencian una de otra dependiendo del sector industrial en el cual se desarrollan y enfocan pues mientras más involucrados se encuentren en satisfacer las necesidades de los compradores que forman parte de su sector, mayor preferencia por parte de los mismos tendrá y estarán posicionados por encima de sus competidores, lo cual incrementará automáticamente su valor. Al hablar de valor, se hace referencia específicamente a la cantidad que el cliente está dispuesto a pagar por cierto servicio o producto. Existen dos tipos de actividades por parte de una empresa; las actividades primarias y las actividades de apoyo. La cadena de valor de una empresa es la base para la toma de decisiones para el lograr un buen funcionamiento pues cada una de ellas aporta un punto base en forma de secuencia con las demás, esto significa que una actividad y el buen realizamiento de la misma, depende de la actividad previa, o de lo contrario existiría un déficit de funcionamiento dentro de las actividades de la cadena de valor. Cuando la empresa baja el precio de sus productos, el comprador tiene un mayor poder de elección en el momento de la decisión de compra tomando en cuenta aspectos como la calidad y el costo de los mismos. Si el valor de una empresa se enfoca en determinado mercado y la empresa conserva características similares a las demás pero con cualidades distintivas, hablamos de un panorama competitivo por segmento. De otra manera, si la empresa divide sus actividades de fabricación en múltiples puntos, estamos hablando de una integración y finalmente al hablar del panorama competitivo geográfico se hace referencia a la ubicación geográfica de las plantas que ofrecen los productos y servicios alrededor del mundo.